# Serie A 1977-1978 (pallamano maschile)
La Serie A 1977-1978 è stata la 9ª edizione del torneo di primo livello del campionato italiano di pallamano maschile.

Esso venne organizzato dalla Federazione Italiana Giuoco Handball.

Il torneo fu vinto dall'Handball Club Rovereto per la 3ª volta nella sua storia.

A retrocedere in serie B furono il C.S. Esercito Roma, l'Handball Club Firenze e l'Handball Club Roma.

## Formula
Il numero della squadre partecipanti fu portato da 12 a 14; il torneo fu disputato con la formula del girone unico all'italiana con partite di andata e ritorno.

Al termine della stagione la prima squadra classificata fu proclamata campione d'Italia mentre le ultime tre classificate furono retrocesse in serie B.

## Squadre partecipanti
| Città                | Club                          | Palasport | Sponsor          | Stagione precedente             |
| -------------------- | ----------------------------- | --------- | ---------------- | ------------------------------- |
| Bologna              | Handball Club Bologna 1969    |           | Mercury          | 7ª in Serie A 1976-1977         |
| Bolzano              | Südtiroler Sportverein Bozen  |           | Loacker          | 6ª in Serie A 1976-1977         |
| Bressanone (BZ)      | Südtiroler Sportverein Brixen |           | Birra Forst      | 5ª in Serie A 1976-1977         |
| Cassano Magnago (VA) | Cassano Magnago H.C.          |           | Acciaierie Tacca | Serie B 1976-1977               |
| Firenze              | Handball Club Firenze         |           | Mokamag          | 8ª in Serie A 1976-1977         |
| Rimini               | Handball Club Rimini          |           | Fippi            | Serie B 1976-1977               |
| Rimini               | Pallamano Rimini              |           | La Rapida        | Serie B 1976-1977               |
| Roma                 | Centro Sportivo Esercito      |           |                  | 11ª in Serie A 1976-1977 - Rip. |
| Roma                 | CUS Roma                      |           | Firs             | 3ª in Serie A 1976-1977         |
| Roma                 | H.C. Montesacro Roma          |           | Royale Belge     | 4ª in Serie A 1976-1977         |
| Roma                 | Roma Handball Club            |           | Nepet Country    | 10ª in Serie A 1976-1977        |
| Rovereto (TN)        | Handball Club Rovereto        |           | Volani           | 2ª in Serie A 1976-1977         |
| Teramo               | Teramo Handball               |           | Campo del Re     | 9ª in Serie A 1976-1977         |
| Trieste              | Pallamano Trieste             |           | Cividin          | Campione d'Italia               |

## Classifica
|  | Pos. | Squadra          | Pt | G  | V | N | S | GF | GS | D | Note                                        |
|  | ---- | ---------------- | -- | -- | - | - | - | -- | -- | - | ------------------------------------------- |
|  | 1.   | Rovereto         | 49 | 26 | 0 | 0 | 0 | 0  | 0  | 0 | Qualificato alla Coppa dei Campioni 1978-79 |
|  | 2.   | Trieste          | 44 | 26 | 0 | 0 | 0 | 0  | 0  | 0 | Qualificato alla Coppa delle Coppe 1978-79  |
|  | 3.   | Montesacro Roma  | 33 | 26 | 0 | 0 | 0 | 0  | 0  | 0 |                                             |
|  | 4.   | H.C. Rimini      | 32 | 26 | 0 | 0 | 0 | 0  | 0  | 0 |                                             |
|  | 5.   | Bologna 1969     | 31 | 26 | 0 | 0 | 0 | 0  | 0  | 0 |                                             |
|  | 6.   | CUS Roma         | 30 | 26 | 0 | 0 | 0 | 0  | 0  | 0 |                                             |
|  | 7.   | Cassano Magnago  | 28 | 26 | 0 | 0 | 0 | 0  | 0  | 0 |                                             |
|  | 8.   | Pallamano Rimini | 28 | 26 | 0 | 0 | 0 | 0  | 0  | 0 |                                             |
|  | 9.   | Brixen           | 26 | 26 | 0 | 0 | 0 | 0  | 0  | 0 |                                             |
|  | 10.  | Bozen            | 16 | 26 | 0 | 0 | 0 | 0  | 0  | 0 |                                             |
|  | 11.  | Teramo           | 16 | 26 | 0 | 0 | 0 | 0  | 0  | 0 |                                             |
|  | 12.  | C.S. Esercito    | 15 | 26 | 0 | 0 | 0 | 0  | 0  | 0 | Retrocesso in Serie B 1978-79               |
|  | 13.  | Firenze          | 8  | 26 | 0 | 0 | 0 | 0  | 0  | 0 | Retrocesso in Serie B 1978-79               |
|  | 14.  | Roma H.C.        | 8  | 26 | 0 | 0 | 0 | 0  | 0  | 0 | Retrocesso in Serie B 1978-79               |

## Campioni
| Campione d'Italia 1977-1978      |
| -------------------------------- |
| Handball Club Rovereto 3º titolo |